# معردس
معردس، قرية سورية تتبع ناحية صوران في منطقة مركز حماة في محافظة حماة. بلغ عدد سكانها 6,750 نسمة في عام 2004 حسب إحصاء المكتب المركزي للإحصاء. سكانها من المسلمين السُّنّة.
تقع شمال مدينة حماة على أوتستراد طريق حلب-حماة.

## الجغرافيا
تقع على مقربة من جبل زين العابدين وتل ونبع العبادي.

## التاريخ
كانت مساحة معردس تبلغ 27 فدَّانًا بحسب ما جاء في السجل الحكومي العثمانيّ سنة 1818. وكانت القرية تدفع ضرائب بقيمة 1,320 قرش، بالإضافة إلى 4,720 قرش على شكل إتاوات لمتسلم حماة فرج آغا. وثِّقت معردس باعتبارها قرية عربيَّة سُنِّية عام 1838.
باع سكان معردس الكثير من أراضيهم لأعيان حماة أو تنازلوا عنها خلال أواخر القرن التاسع عشر ومطلع القرن العشرين. وهكذا أصبح لدى إحدى هذه العائلات، وهي عائلة الكيلاني، اثنان وثلاثون سهمًا من أراضي القرية بحلول أوائل ثلاثينيات القرن العشرين، بينما قسِّمت الأسهم الثلاثة والثلاثين المتبقية بين عشرين عشيرة (فخذ) كانوا في خلاف متكرر على حقوق الملكية.
وفي عام 1974، استُحدِثت بلدية لإدارة معردس. بلغت مساحة مخططها التنظيمي 340 هكتارًا اعتبارًا من عام 2010.
في 22 آذار (مارس) 2012، اقتحمت قوات وشبيحة نظام الأسد قرية معردس وسط إطلاق نار كثيف أدّى إلى سقوط عدد من القتلى والجرحى، وقامت إحدى عربات بي إم بي التابعة للحاجز الموجود على جسر معردس باقتحام البلدة والتوجه نحو صيدلية فيها، صاحب ذلك إطلاق نار عشوائي أدى الى مقتل أربعة مدنيين من أهالي معردس بينهم أطفال، ثم قامت قوات الاسد باقتحام الصيدلية آنفة الذكر وقاموا بذبح صيدلاني من عائلة قسوم، وهو من طيبة الامام، مع موزِّع جملة.
وفي 25 تموز (يوليو) 2013، انفجرت عبوة ناسفة بمجموعة من قوات نظام الأسد وشبيحته شمال معردس على الطريق السريع حماة-حلب أثناء قيامهم بتفكيكها، مما أدَّى إلى مقتل وإصابة عدد منهم.
في 30 تشرين الثاني (نوفمبر) 2024، أعلنت هيئة تحرير الشام بسط سيطرتها على القرية، ولكن تراجعت منها بعد اشتباكها مع قوَّات الأسد. وفي يوم 3 كانون الأول (ديسمبر)، استعادت هيئة تحرير الشام السيطرة على القرية في إطار معركة حماة التي تكللت بتحرير سوريا وسقوط نظام الأسد.

## الاقتصاد
تشتهر بلدة معردس بالفاكهة الصيفية كالبطيخ والعنب والتين والفستق الحلبي. ويعد العنب من أشهر الفواكه التي يتم زراعتها والاعتناء بها على شكل عرائش في حدائق المنازل وفي البساتين المجاورة للبلدة، فهي تقدم كفاكهة فاخرة للضيوف وفي المناسبات ويخزن البعض منها في برادات التخزين لفصل الشتاء، ومن أنوع العنب التي تشتهر به البلدة عنب العاصمي وعنب الزيني.
بالإضافة إلى العنب، تشتهر معردس أيضًا بزراعة الفستق الحلبي الذي زادت زراعته والاهتمام به. كما تشتهر بزراعة الزيتون والمحاصيل الشتوية مثل القمح، والشعير، والعدس.